# Wada Jun
Jun Wada (sinh ngày 28 tháng 11 năm 1973) là một cầu thủ bóng đá người Nhật Bản.

## Sự nghiệp câu lạc bộ
Jun Wada đã từng chơi cho FC Tokyo.